# Explosionsunglück im Sprengstoffwerk Reinsdorf
Das Explosionsunglück im Sprengstoffwerk Reinsdorf ereignete sich am 13. Juni 1935 im WASAG-Werk bei Reinsdorf (seit 1993 Ortsteil von Lutherstadt Wittenberg). Es forderte über 100 Todesopfer, ebenso viele Schwerverletzte, mehr als 300 Leichtverletzte und führte zu schweren Sachschäden im Werk und in den umliegenden Dörfern.

## Geschichte des Werkes
Das Werk Reinsdorf der WASAG (Westfälisch-Anhaltische Sprengstoff AG) war 1894 in Betrieb genommen worden. Nach den Bestimmungen des Versailler Vertrages war es das einzige in Deutschland, das noch Sprengstoffe herstellen durfte. Die Produktionskapazitäten wurden ständig erweitert, besonders nach 1933. 1935 hatte das Werk fast 8.000 Beschäftigte.

## Verlauf des Unglücks

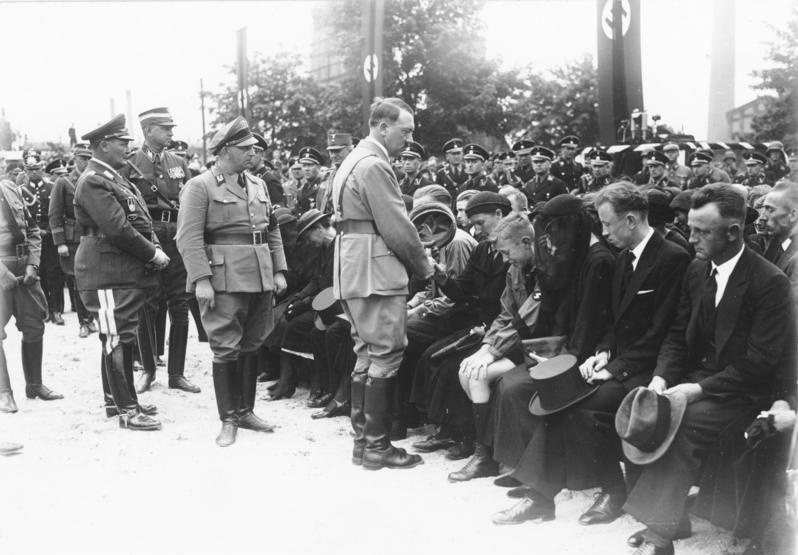
Trauerfeier am 18. Juni 1935

Ein Säurehandschuh, der einem Arbeiter in der Rückstandswäscherei der Toluolanlage in den Sammelkasten gefallen war, löste ein Feuer aus. Die Sammelkästen explodierten, und die dadurch entstandene Druckwelle und brennende Schleuderstücke führten zu einer Kettenreaktion, durch die zwei Nitroglycerinanlagen und ein großes Nitroglycerinpulvermagazin in Brand gerieten, explodierten und völlig zerstört wurden. Mindestens 27 t Sprengstoff explodierten. Eiserne Apparaturen, Kesselwagen und Lagerkessel wurden hunderte von Metern weit geschleudert. Die drei bis vier km entfernten Orte Reinsdorf und Braunsdorf waren durch die Druckwellen der Explosion besonders betroffen, sogar im acht km entfernten Wittenberg wurden zahlreiche Schaufensterscheiben zerstört.
Überwiegend mit konfiszierten Privatfahrzeugen wurden die Verletzten zum Evangelischen Krankenhaus Paul Gerhardt Stift im benachbarten Wittenberg gefahren, das unter Leitung des Chirurgen Paul Bosse stand. Bis auf eine Ausnahme konnten alle Schwerverletzten gerettet werden. Am 18. Juni fand unter Teilnahme von Hitler, Göring und Goebbels in Reinsdorf ein Staatsbegräbnis statt. Trotz der schweren Zerstörungen wurde die Produktion am 19. Juni wieder aufgenommen, und die zerstörten Anlagen (außer der Toluolanlage) wurden neu aufgebaut.

## Nach 1945
Das Werk wurde am 27. April 1945 von der Sowjetarmee besetzt, anschließend demontiert und dann gesprengt. Erhalten blieben lediglich das Verwaltungsgebäude und das Kasino am Tor 1 (Heuweg/Kastanienweg), die ab 1959 als Tbc-Krankenhaus und ab 1974 als Fachkrankenhaus für Pulmologie, Chirurgie und Urologie genutzt wurden. Im Jahr 2005 wurde der Krankenhausbetrieb eingestellt.